# Nikápolyi csata
A nikápolyi csata 1396. szeptember 25-én vagy 28-án az egyesült magyar–francia–havasalföldi és egyéb csapatokból álló keresztes had összecsapása az Oszmán Birodalom török–szerb seregével.
A csatában Magyarország és az Oszmán Birodalom uralkodóinak, Luxemburgi Zsigmondnak és I. Bajazid szultánnak haderői ütköztek meg, és ez utóbbi győzött.
A vereséget főképp a keresztény sereg magvának, a nagyobbrészt francia lovagokból álló hadtestnek katasztrófába torkollott támadása okozta. A régebbi források szerint a franciák önhitten előrenyomultak, és a törökök csapdába ejtették őket. Ettől a sereg többi részén pánik lett úrrá: az erdélyi és havasalföldi segédhadak elmenekültek, a magyar fősereget a török túlerő szétverte. Ez volt Zsigmond első külpolitikai kudarca.
Nikápolynál nem ez volt a törökök és a magyarok első összecsapása. 1366-ban a két fél itt ütközött meg első ízben: akkor I. (Nagy) Lajos király vereséget mért az oszmánokra.

## Előzmények

### A török megjelenése Európában
A közép-ázsiai eredetű törökök a 13. században érkeztek Anatóliába, ahol igen hamar államot hozták létre, felvették az iszlám vallást és igen erőteljes arab kulturális hatás érte őket, amit jól példáz az arab írásjelek átvétele. A törzseket egyesítő I. Oszmán után kapták az oszmán-törökök nevet.
A bizánciak ellen vívott harcokban Oszmán és utódai, Orhán, valamint Murád (Murat) egyre több területet szereztek meg.
A törökök először 1345-ben léptek Európa területére, amikor a Keletrómai Birodalomban éppen belviszály dúlt, és az önjelölt VI. János bizánci császár török segédcsapatokat vitt át a Boszporuszon.
Kilenc évvel később a törökök megszerezték a kiemelkedő stratégiai jelentőségű Gallipoli várost a Dardanellák partján, és ezzel fontos támaszpontot hoztak létre az Égei- és a Földközi-tenger között. A török kalózok támadásai fenyegették az arra járó velencei és genovai hajókat, de megtámadták a Johannita Lovagrend rhodoszi területeit is. A bizánciak folyton a segítségüket kérték a belviszályok gyötörte Bulgáriában jókora területeket megkaparintó Szerbia ellen.
A 14. század hatvanas éveitől a délszláv népeket, valamint az albánokat fenyegette terjeszkedésük. 1371-ben a támadó törökök a bolgárokra és a szerbekre mértek súlyos vereséget a Marica folyó menti ütközetben, ezzel Macedónia is fennhatóságuk alá került.

Sikereiket segítette, hogy a Balkán-félszigeten élő szlávok és más népek szakadatlan harcoltak egymás és a Bizánci Birodalom ellen is, ezért a hódítók I. Murád szultán vezetésével néhány év alatt különösebb nehézség nélkül mélyen benyomultak a térségbe.
A törökök legjobb erői az ún. janicsárok voltak. Egy részüket keresztény vagy egyéb, nem iszlám vallású családoktól rabolták el, avagy adó (devsirme) címén vitték el még kisgyermek korukban, hogy fanatikus, harcias zsoldosokká neveljék őket. A törökkel a magyarok már Lajos király alatt megütköztek, 1366-ban. Az oszmánok betörtek ugyan Erdélybe, de utána több mint egy évtizedig nem háborgatták a szerbeket és a bolgárokat.
A törökök 1389-ben döntő vereséget mértek a Szerbiából, Havaselvéből, Boszniából és Albániából álló, meglehetősen gyenge koalícióra, és ettől kezdve már Magyarországot is érték közvetlen rablótámadások: főleg a Szerémségbe és Temes vármegyébe csaptak be a hírhedt lovasok, az akindzsik. Havasalföld meghódolt Murád szultánnak, de a magyar trónra lépő Luxemburgi Zsigmond már erélyesen lépett fel a törökök ellen. Bátorságot adott neki, hogy amikor negyedszerre vezette seregét a Balkánra, I. Bajazid nem vállalta a harcot ellene.

## Támadás a török ellen

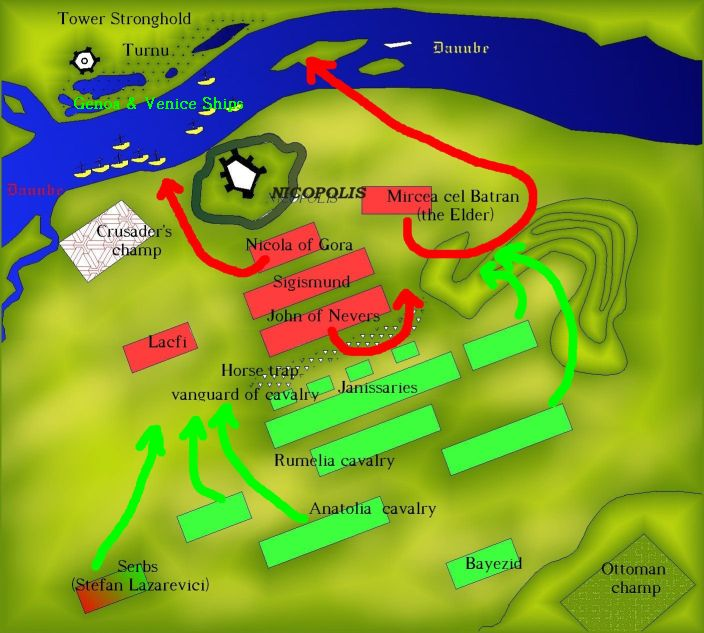
A nikápolyi csata

Zsigmond négyszer vezetett hadjáratot Szerbiába és három ízben Havasalföldre a török ellen. 1395-ben bevette Kis-Nikápolyt, de nem sokáig tudta megtartani. Ezután megerősítette a leginkább veszélyeztetett délvidéki várakat.
Belátta, hogy egymaga nem mérkőzhet meg az ellenséggel, ezért szövetségről kezdett tárgyalni Velencével és VI. Károly francia királlyal. A tengeri köztársaság nem küldött csapatokat, de szükség esetére tengeri szállítást ígért. Károly és a francia hűbéres Merész Fülöp burgundi herceg tekintélyes segítséget ajánlott fel Zsigmondnak. A velenceiek és a genovaiak IX. Bonifác pápa felhívása ellenére csupán néhány hajót küldtek, ami nem lett volna elég, hogy megakadályozza a szultán haderejének átkelését a Dardanellákon, Bizánc pedig – amit a törökök éppen ostromoltak – már túl gyenge volt ehhez.
1396 augusztusában Orsova alatt egyesült a Zsigmond vezette 12 ezer fős magyar sereg a Philippe d’Artois vezette francia-burgundi sereggel.
A hadjáratban, illetve a csatában résztvevők számáról (mindkét oldalon) rendkívül ellentmondó becsléseket olvashatunk. Valószínűnek tűnik, hogy a francia-burgundi had a korábban becsült tízezer helyett csak 700–1000 fő lehetett. A Német-római Birodalomból érkezett egy stájer és egy nürnbergi csapat, valamint a szerzetes lovagrendek: a német lovagrend (ezzel Zsigmond szoros kapcsolatokat ápolt) és a johanniták lovagjai. A stájereket Cillei Hermann gróf, a nürnbergieket II. Rupert rajnai palotagróf vezette. A johanniták parancsnoka Hohenzollern Henrik nagyperjel volt, de Rhodosz szigetéről Budára érkezett a rend nagymestere (Philibert de Naillac) is. Az utolsó keresztes hadjáratra jöttek még németalföldiek, angolok, spanyolok, skótok, lengyelek és állítólag alemannok (svájciak), valamint olaszok (velenceiek, genovaiak) is. Veszprémy László nyomán a magyar had harcoló létszámát tíz-tizenkét ezer főre, a nyugat-európai lovagi hadak együttes létszámát nyolc–tízezer főre, a havasalföldi segédhadét mintegy kétezer főre becsülhetjük. A magyarok közt ott volt az öt évvel korábbi nagyolaszi csata magyar parancsnoka, Maróthi János macsói bán is. A havasalföldi hadat Öreg Mircse fejedelem vezette. A havasalföldi és erdélyi könnyűlovasság összlétszáma három–ötezer fő lehetett. A hadjárat vezetését a pápa Zsigmondra ruházta.
A régi források szerint a franciák meglehetősen kivagyian viselkedtek, amin Zsigmond nem tudott úrrá lenni, és mivel az egyes vezérek hetvenkedésétől kissé maga is elbízta magát, nem kényszerítette ki a hadjárat vezetéséhez szükséges fegyelmet. Általánosságban Zsigmond nagyon jó stratégának és kimondottan gyenge, erélytelen harctéri parancsnoknak bizonyult. A franciák sem bízták el magukat teljesen, vereségük oka jórészt a törökök számukra szokatlan, meglepő harcmodora volt.
Szeptember 12-én a keresztes had körülzárta a Toghrán bég védelmezte Nikápolyt. Bajazid szultán ezért felhagyott Konstantinápoly ostromával, és az erősség felmentésére indult. Gyorsan átkelt a Dardanellákon, amit a velenceiek nem tudtak meggátolni.

## A csata
A csatáról írt beszámolók rendkívül bizonytalanok; értékelésük erősen és gyakorta származásuk szerint megosztja a történészeket. Már az ütközet napja is bizonytalan: sok (főleg angolszász) szerző szeptember 25-re teszi; a magyar történeti irodalomban többnyire szeptember 28-ra dátumozzák.

### Nikápoly ostroma, felmentése
A várostromok szaktekintélyének számító Boucicault marsall úgy vélte, hogy a seregnek nem kell ostromgépeket vinnie; a törökök (akiket lenézett) ellenállásának megtöréséhez elég lesz ostromlétrákat ácsolni. A törökök könnyedén vertek vissza néhány előkészítetlen rohamot, mire a keresztes had parancsnokai úgy döntöttek, hogy inkább kiéheztetik a védőket. Abban bíztak, hogy jobb fegyverzetű és képzettebb hadaikkal a szultán nem mer megütközni. I. Bajazid nyilvánvalóan tisztában volt ezzel, mert seregének alig a fele volt képzett janicsár és szpáhi, illetve szerb, a többiek aszabok, akindzsik meg egyéb gyülevésznek tartott, valójában alacsonyabb harcértékkel rendelkező egységek. Ezért váratlanul kívánt a keresztényekre törni, de Maróthi János, akit Zsigmond felderíteni küldött, időben észlelte közeledését. A török had az ütközet előtti este megszállta a Nikápolytól délre magasodó, őrizetlenül hagyott dombokat, amelyek így elrejtették a janicsárok mögött várakozó főerőket.

### A török sereg felállása
Bajazid seregét az egykori történelemkönyvek hatvanezer főre becsülték, valójában csak mintegy feleennyien lehettek. A török had ütőereje is a lovasság volt: a vazallus I. (Lazarevics) István szerb fejedelem mintegy ötezer nehézlovasa és Timurtasz anatóliai beglerbég szpáhijai. A gyalogság a fő ütőereje a janicsárság volt; ők műszaki védelem mögött helyezkedtek el. A többi egység nagy része török irreguláris volt:
- aszabok és
- akindzsik.

Őket a keresztesek lenézték, pedig voltak annyira képzettek, hogy felvehessék a harcot a korabeli európai katonasággal. Az európai kiképzés és fegyverzet csak évszázadokkal később vált annyira hatékonnyá, hogy attól a nem reguláris törökök már nagyon elmaradjanak.

A könnyűlovas akindzsiket előreküldték csaléteknek. A második vonalban a janicsárok sebtében ásott árok és cölöpök védelmében várták a lovasságot, hogy lelassítsák és szétzilálják. Bár a korábbi vélemények szerint használtak muskétát, de ez igen valószínűtlen, ám ha volt is akár a rigómezei, akár a nikápolyi csatában, még csak igen kevés katonának juthatott; nagy többségük még íjjal harcolt. A törökök jól felkészültek. Tudták, hogy mi a gyengéje a nyugati lovagi hadaknak, ezért főerőik takarásban, a keresztesek elől rejtve várakoztak.

### A szövetséges sereg stratégiája
Zsigmond a csata előtti este a haditanácsban azt javasolta, hogy a csatában először az erdélyi és havasalföldi könnyűlovasok csapjanak össze az előretolt török erőkkel, és derítsék fel az ellenség hadrendjét. A küzdelmet a magyar–német fősereg támadásának kellett volna eldöntenie, a franciák pedig eleinte tartalékban maradva a csapásmérő ék szerepét kapták volna. A források szerint a franciákat, akik mindenáron az első vonalban haladva, frontális támadással akarták elsöpörni az ellenséget, a szerepek ilyetén megosztása felbőszítette, és d’Artois sértődötten kivonult a haditanács üléséről. A franciák megvetették a magyarokat és szövetségeseiket, akiket a harcra alkalmatlanoknak tartottak. Hajtotta őket a dicsőség és a zsákmány vágya, erejüket alaposan túlértékelték, az oszmánokat pedig végzetesen alábecsülték. Állítólag kevélykedve azzal büszkélkedtek: „Ha az ég leszakad, még azt is megtartjuk a lándzsáink hegyén!” Nem tudni, hogy mindez igaz-e vagy sem, az mindenesetre tény, hogy az állandóan fejlődő gyalogsági taktikával szemben a lovagi harcmodor már nem sokat ért. A lovagok bizonyos szabályok (becsületes küzdelem, foglyok ejtése) betartásával akartak harcolni, de ezt az új stratégiák már elvetették. Az új cél az ellenfél megverése, alapos megtizedelése és harcképtelenné tétele volt, és semmi szín alatt nem alkalmazkodott az íratlan „becsületkódexhez”.

### A harc

#### Francia roham
Reggel d’Artois valamilyen oknál fogva önállóan, Zsigmond haditervét felrúgva támadásra indult a parancsnoksága alá tartozó francia és burgundi hadakkal (egyes források szerint Zsigmond személyesen kérte, hogy álljon el ettől a tervétől, de hiába). A sereg többi része még nem rendeződött csatasorba, amit a francia történetírók előszeretettel értékelnek a franciák cserbenhagyásának. A nehézlovasság rohama (mindkét küzdő fél terveivel összhangban) gyorsan szétszórta az akindzsiket (vagy épp azok tértek ki előlük), és ettől fogva az eseményeket több, egymásnak szögesen ellentmondó változatból ismerjük.

#### A franciák a janicsárok ellen
- A legelterjedtebb koncepció szerint a nehéz fegyverzetű lovagok nekirontottak a janicsároknak, ők pedig a cölöpsánc védelmében íjakkal lőtték a támadókat, akiket sikerült megállítaniuk. Sok lovat lelőttek, mások az árokba estek, megint mások megrémültek, és ledobták a hátukról gazdájukat.

- Más szerzők szerint a százéves háborúban kellő tapasztalatot szerzett lovagok az akadályok előtt leszálltak lovaikról, és eleve gyalogosan indultak támadásra, a lovakat pedig hátrahagyták fegyvernökeiknél, hogy a janicsárok szétverése után hozzák utánuk.

#### Bekerítés
A különböző forrásokból annyi kiviláglik, hogy a francia had lóról szállva áttörte a janicsárok védelmét. Úgy tűnik, hogy nem várták be lovaikat, hanem gyalogosan kezdték üldözni a menekülőket, amíg rájuk nem zúdultak a pihent török főerők – köztük a szpáhik – mögöttük pedig az akindzsik zárták be a gyűrűt. A fáradt franciákat gyorsan bekerítették, és némi küzdelem után a sereg nagyobbik része megadta magát.
A francia történészek álláspontja szerint a francia ék diadalmasan áttörte a védvonalakat, és teljes diadalt arathattak volna, ha Zsigmond kiaknázza ezt a sikert, és a fősereggel követi őket. Egyesek szerint a franciák bekerítését látva a magyarok egyetlen nyíllövés vagy kardcsapás nélkül megfutottak.

#### Futás és ellenállás

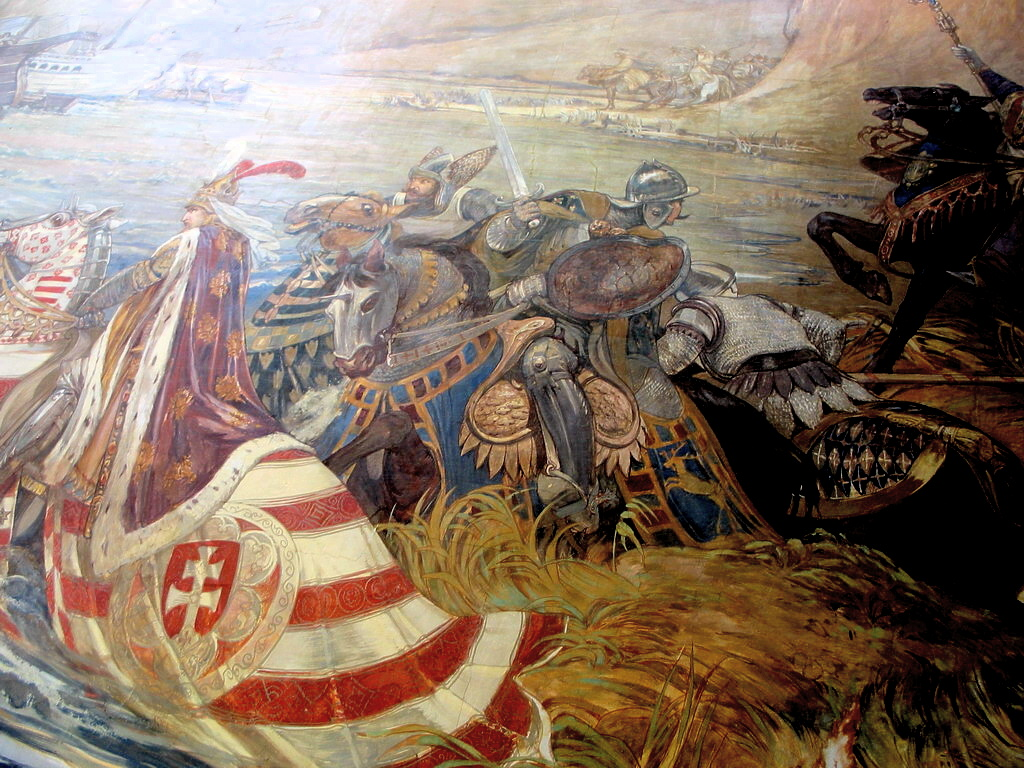
Nikápolyi csata, Vay Titusz kimenti a csatából Zsigmond királyt (Lohr Ferenc mennyezetfreskója a vajai várban)

A megfutamodást úgy írják le az új források, hogy a franciák lovai és lovászai visszafutottak a táborba, ahol Zsigmond éppen csak hadrendbe állította csapatait. A lovagsereg pusztulásáról beszámoló túlélők pánikot keltettek, Zsigmond pedig nem bírta lecsillapítani a káoszt. A balszárny havasalföldi és a jobbszárny erdélyi és magyar könnyűlovasai sietve elmenekültek, a nehézlovasok pedig egy tömbben középen maradtak. Zsigmond nagy késéssel támadásra indult a török főerők ellen, és egy ideig hullámzó, kétesélyesnek tűnő küzdelmet vívott a szpáhikkal, míg a szerb nehézlovasság rohama szét nem szórta derékhadát. A teljes vereséget látva a király és közvetlen kísérete a Dunába ugrott, a hajókhoz úszott, és nagy kerülővel, Bizáncon át tért haza.

## A veszteségek
A csatában elesett Phillipe d’Artois és Jean de Vienne tengernagy, sok parancsnok és mintegy 13 ezer ember. A szultán, miután megtudta, mekkora veszteségeket okoztak a lóról szállt franciák a janicsároknak, dühében kivégeztette a francia foglyokat, kivéve a legelőkelőbbeket, akikért nagy váltságdíjat követelt és kapott.
Zsigmond tanult a vereségből: belátta, hogy támadás helyett a védekezést kell választania, mert sem a Magyar Királyság, sem a többi keresztény ország nem elég erős katonailag, hogy a törököt egyből legyőzze.

## További események
Az 1397-ben összehívott temesvári országgyűlésen Zsigmond az elavult, Anjou-kori banderiális haderő helyett bevezette a telekkatonaságot, amelyben a birtokosoknak 20, majd 33 jobbágy után kellett egy lovas íjászt kiállítaniuk.
A török támadások ellen a határ védelme céljából elkezdte kiépíteni a végvárrendszert. A védelem kulcsává 1427-ben a szerb fejedelemtől, Brankovics Györgytől magyarországi birtokokért cserébe kapott Nándorfehérvárat tette, és több tucat erődítményt építtetett.
Zsigmond a vezetést kiváló katonákra bízta, mint Ozorai Pipóra. Környezetében rövidesen feltűnt egy még Pipónál is tehetségesebb személy, Hunyadi János.
A törökök Ankaránál 1402-ben megsemmisítő vereséget szenvedtek Timur Lenktől. Ezután az Oszmán Birodalom egy időre szétesett, és Konstantinápolyt csak ötven évvel később foglalták el.